# Ludwig Turban der Ältere

Ludwig Karl Friedrich Turban, 1880er Jahre

Ludwig Karl Friedrich Turban (* 5. Oktober 1821 in Bretten; † 12. Juni 1898 in Karlsruhe) war ein deutscher Jurist, Beamter und Politiker. Er war badischer Staatsminister.

## Leben
Turban studierte Philologie und Rechtswissenschaften an der Universität Heidelberg und der Universität Berlin und absolvierte anschließend längere Reisen nach Frankreich und Italien. 1845 bestand er das juristische Staatsexamen. 1851 wurde er Sekretär im Ministerium des Innern, 1852 Regierungsassessor in Mannheim, 1856 Regierungsrat. 1860 trat er als Ministerialrat in das neu errichtete Handelsministerium ein.
Von 1860 bis 1870 sowie erneut ab 1873 gehörte er als Abgeordneter der Zweiten Kammer der Badischen Ständeversammlung an. 1872 wurde er zum Präsidenten des Handelsministeriums und 1876 als Nachfolger von Julius Jolly gleichzeitig zum Staatsminister und Präsidenten des Staats- und Auswärtigen Ministeriums ernannt.
Ab 1872 war Turban auch Mitglied des Bundesrats. Als 1881 das Handelsministerium aufgehoben wurde, übernahm Turban das Ministerium des Innern.
Ludwig Karl Friedrich Turban war der Vater von Ludwig Turban dem Jüngeren und Elise Wilhelmine Friederike Turban (1860–1933), die mit dem Physiker August Schleiermacher (1857–1953) verheiratet war.

## Werke
- Das Gewerbegesetz für das Großherzogtum Baden, Karlsruhe 1862
- Die deutsche Gewerbeordnung und die zu deren Einführung und Vollzug im Großherzogtum Baden ergangenen Gesetze und Verordnungen, Karlsruhe 1872

## Ehrungen
- Hausorden der Treue
- Ehrendoktor Universität Heidelberg (1886)
- 1885 Ehrenmitglied des Oberrheinischen Geologischen Vereins (OGV)